# Wielkoraki
Wielkoraki (Eurypterida) – wymarła gromada (w niektórych klasyfikacjach rząd) stawonogów. 
Opis:
Pancerz wąski, prosoma zrośnięta, ze słabo zauważalnym segmentowaniem. Opistoma utworzona przez 12 segmentów. Na końcu prosomy, przy granicy z opistomą para odnóży bardzo powiększona, poszerzona i zmodyfikowana w duże narządy służące do pływania. Największe okazy wielkoraków miały 2,5 m (Jaekelopterus rhenaniae, Pterygotus), zwykle wielkoraki mierzyły jednak kilkadziesiąt cm. 
Tryb życia:
Bentos ruchomy, drapieżne, wody głównie morskie, ale niektóre gatunki żyły w wodach słodkich i półsłonych. 
Występowanie:
Grupa kosmopolityczna, znana ze wszystkich kontynentów (z wyjątkiem Antarktydy), najliczniej z Europy i Ameryki Północnej, również na terenie Polski. 
Zasięg wiekowy:
ordowik – perm

## Systematyka wielkoraków według Tollertona, 1989
Istnieje ponad 300 znanych gatunków wielkoraków reprezentujących ponad 60 rodzajów z około 20 rodzin (Tollerton, 1989) 
Niekompletna lista taksonów wielkoraków: 
Glyptoscorpioidae
- Glyptoscorpiidae
  - Glyptoscorpius
    - G. perornatus
- Belinuropsidae
  - Belinuropsis
    - B. wigodensis

Slimonioidea
- Slimoniidae
  - Slimonia
    - S. acuminatus

  - Himantopterus
    - H. acuminata

Hughmillerioidea
- Hughmilleriidae
  - Hastimima
    - H. whitei

  - Hughmilleria
    - H. socialis
    - H. norvegica
    - H. bellistriata

  - Salteropterus
    - S. abbreviatus

  - Grossopterus
    - G. overathi

  - Lepidoderma
    - L. mansfieldi
    - L. mazonense

- Carcinosomatidae
  - Carcinosoma
    - C. newlini
    - C. vaningeni
    - C. scorpionis
- Adelophthalmidae
  - Adelophthalmus
    - A. imhofi

  - Lepidoderma
    - L. imhofi

Mixopteroidea
- Mixopteridae
  - Mixopterus
    - M. multispinosus 
    - M. kiaeri
- Lanarkopteridae

Megalograptoidea
- Megalograptidae
  - Megalograptus
    - M. welchi
    - M. ohioensis

  - Echinognathus
    - E. clevelandi

Eurypteroidea
- Eurypteridae
  - Eurypterus
    - E. clevelandi
    - E. cestrotus
    - E. remipes
    - E. fischeri
    - E. kokomoensis
    - E. boyli
    - E. ? abbreviatus
    - E.? overathi

  - Onychopterella
    - O. kokomoensis

  - Tylopterella 
    - T. boyli

- Dolichopteridae
  - Dolichopterus
    - D. macrocheirus

  - Strobilopterus
    - S. princetoni
- Erieopteridae

Stylonuroidea
- Stylonuridae
  - Stylonurus
    - S. powriei
    - S. dolichopteroides
    - S. logani
    - S. macrophthalmus
    - S. scoticus
    - S.? multispinosus

  - Drepanopterus
    - D. pentlandicus
    - D. abonensis

  - Brachyopterus
    - B. stubblefieldi
    - B. pentagonalis

  - Ctenopterus
    - C. cestrotus

  - Tarsopterella
    - T. scoticus

  - Melbournopterus
    - M. crossotus

  - Campulocephalus
    - C. oculatus
    - C. scouleri

Dolichocephala
- Claypolidae (?)
  - Claypole
    - C.? lacoana
- Drepanopteridae
- Parastylonuridae
- Laurieipteridae

Kokomopteroidea
- Kokomopteridae
- Hardieopteridae

Brachyopterelloidea
- Brachyopterellidae

Rhenopteroidea
- Rhenopteridae
  - Rhenopterus
    - R. diensti

Mycopteropoidea
- Mycteropidae
  - Mycterops
    - M. scabrosus
    - M. mathieui
- Woodwardopteridae
  - Woodwardopterus

Pterygotoidea
- Jaekelopteridae
- Pterygotidae
  - Pterygotus
    - P. (P.) rhenaniae
    - P. (P.) anglicus
    - P. (A.) buffaloensis
    - P. (A.) bohemicus
    - P. (P.) osiliensis
    - P. (P.) bilobus

  - Acutiramus
  - Erettopterus
  - Himantopterus